# Florence Eldridge

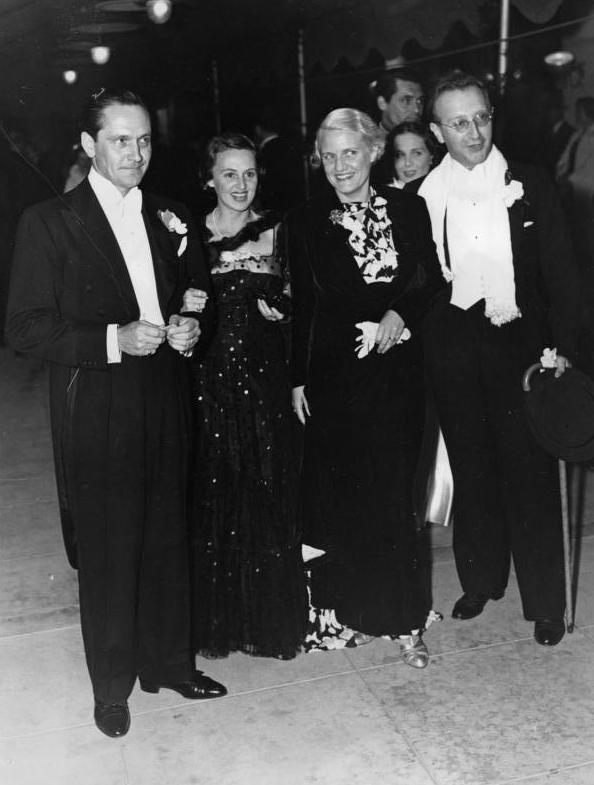
Florence con il marito Fredric March (alla sua destra), Helga Maria zu Löwenstein-Wertheim-Freudenberg (nata Schuylenburg) con il marito, principe Uberto di Löwenstein-Wertheim-Freudenberg, alla prima di Avorio nero (29 luglio 1936)

Florence Eldridge, nata Florence McKechnie (New York, 5 settembre 1901 – Long Beach, 1º agosto 1988), è stata un'attrice statunitense.
Era sposata con l'attore Fredric March.

## Biografia
Nata a Brooklyn nel 1901, debuttò a Broadway nel 1918, a neanche 17 anni, in Rock-a-Bye Baby, una commedia musicale scritta da Margaret Mayo e prodotta dai fratelli Selwyn.

## Filmografia
- Six Cylinder Love, regia di Elmer Clifton (1923)
- The Eligible Mr. Bangs, regia di Hugh Faulcon (1929)
- The Studio Murder Mystery, regia di Frank Tuttle (1929)
- The Greene Murder Case, regia di Frank Tuttle (1929)
- Charming Sinners, regia di Robert Milton (1929)
- La divorziata (The Divorcee), regia di (non accreditato) Robert Z. Leonard (1930)
- Perdizione (The Story of Temple Drake), regia di Stephen Roberts (1933)
- Un eroe moderno (A Modern Hero), regia di Georg Wilhelm Pabst (1934)
- Il sergente di ferro (Les Misérables), regia di Richard Boleslawski (1935)
- Maria di Scozia (Mary of Scotland), regia di John Ford (1936)
- Un'altra parte della foresta (Another Part of the Forest), regia di Michael Gordon (1948)
- Il delitto del giudice (An Act of Murder), regia di Michael Gordon (1948)
- Cristoforo Colombo (Christopher Columbus), regia di David MacDonald (1949)
- ...e l'uomo creò Satana (Inherit the Wind), regia di Stanley Kramer (1960)

## Spettacoli teatrali
- The Great Gatsby, di Owen Davis (Broadway, 2 febbraio 1926)

## Doppiatrici italiane
- Giovanna Scotto in Maria di Scozia, Un'altra parte della foresta, Il delitto del giudice, Cristoforo Colombo
- Lydia Simoneschi in ...e l'uomo creò Satana